# Brigadoon (Film)
Brigadoon ist eine Verfilmung des gleichnamigen Broadway-Musicals aus dem Jahr 1954. Regie führte Vincente Minnelli, die Hauptrolle wurde von Gene Kelly gespielt. 

## Handlung
Die beiden Amerikaner Tommy und Jeff geraten bei einer Jagdtour in Schottland in ein kleines Dorf namens Brigadoon. Das idyllische Nest und seine Bewohner erscheinen nur alle 100 Jahre für einen Tag, dann verschwinden sie wieder. Als die beiden Freunde eintreffen, wird gerade eine prächtige Hochzeit gefeiert. Tommy verliebt sich in die Schönheit Fiona. Sein Freund Jeff bestärkt ihn, wieder mit nach Hause ins hektische New York zu kommen, Tommy ist hin- und hergerissen, denn verlassen kann Fiona das Dorf nicht, es würde zerstört werden. Tommy aber könnte bleiben, die Liebe würde es möglich machen. 
Jeff überredet Tommy mit einer List, Brigadoon zu verlassen und doch wieder mit nach New York zu kommen.  Nach einigen Monaten treffen sie sich wieder, beide haben sich aber zu ihren Ungunsten entwickelt: Jeff trinkt, und Tommy kann nur noch voller Sehnsucht an Fiona denken und hat Schwierigkeiten, sein Leben zu führen. Die Freunde kehren nach Schottland zurück, das Dorf aber ist verschwunden.
Tommy beklagt sein Schicksal, doch plötzlich taucht Brigadoon wieder vor ihnen auf, die Liebe Tommys macht es möglich. Er zieht in das Dorf und verschwindet mit ihm, Jeff bleibt zurück.

## Hintergrund
Der Stoff der Handlung basiert, wie im Nachspann auch aufgeführt, auf der von Friedrich Gerstäcker 1860 veröffentlichten Novelle Germelshausen.
Die Vorlage für den Film lieferte das Broadwaymusical Brigadoon, das im Jahr 1947 uraufgeführt wurde. Die Musik stammt von Frederick Loewe, Handlung und Text stammen von Alan Jay Lerner. Die beiden bildeten seit 1942 ein Team und konnten auch später zusammen Erfolge feiern, zum Beispiel mit ihrem Musical My Fair Lady.
Für die Verfilmung war eigentlich der Musicalstar Howard Keel für die Hauptrolle des Tommy Albright vorgesehen, die Wahl fiel dann aber auf Gene Kelly, der zusammen mit Cheryl Crawford auch für die Choreografie des Films verantwortlich zeichnet. In im Vorspann ungenannten, kleinen Rollen sind unter anderem George Chakiris als Tänzer und Stuart Whitman zu sehen.

## Auszeichnungen
Der Film wurde 1955 für drei Oscars nominiert, gewann aber keinen. Die Nominierungen entfielen auf Irene Sharaff für das beste Kostümdesign, Wesley C. Miller für den besten Ton und Cedric Gibbons, F. Keogh Gleason, Edwin B. Willis und E. Preston Ames für das beste Szenenbild. Bei den Golden Globes 1955 erhielt der Kameramann Joseph Ruttenberg die Auszeichnung für die beste Kamera in einem Farbfilm.

## Lieder
Einige Lieder des Originalmusicals fanden im Film keine Verwendung. Zu den verwendeten Liedern gehören die Stücke: 
- Almost Like Being in Love
- The Heather on the Hill
- Once in the Highlands/Brigadoon/Down on MacConnachy Square
- Waiting for My Dearie
- I'll Go Home with Bonnie Jean
- The Wedding Dance
- The Chase

## Kritiken
Das Lexikon des Internationalen Films schreibt: „Ein modernes Märchen mit revueartigen Tänzen und amerikanischem Humor; mehr dekorativ als poetisch und formal uneinheitlich.“